# Selección de hockey sobre hielo sub-18 de Reino Unido
La selección de hockey sobre hielo sub-18 de Reino Unido es el equipo nacional masculino de hockey sobre hielo sub-18 de Reino Unido. El equipo está controlado por Ice Hockey UK, miembro de la Federación Internacional de Hockey sobre Hielo. El equipo representa a Gran Bretaña en el Campeonato Mundial Sub-18 de Hockey sobre Hielo.

## Participaciones

### Campeonato Mundial
| - 1999: 8° en el Grupo B - 2000: 5° en la División I Europa - 2001: 5° en la División II - 2002: en División II - 2003: 6° en División I Grupo A - 2004: en División II Grupo B - 2005: 6° en División I Grupo A - 2006: en División II Grupo B - 2007: 6° en División I Grupo B - 2008: en División II Grupo B - 2009: en División II Grupo B - 2010: 5° en División I Grupo B | - 2011: 5° en División I Grupo A - 2012: 4° en División II Grupo A - 2013: 4° en División II Grupo A - 2014: 5° en División II Grupo A - 2015: en División II Grupo A - 2016: 4° en la División II Grupo A - 2017: 5° en la División II Grupo A - 2018: en la División II Grupo A - 2019: 6° en la División I Grupo B - 2021: Por determinar |